# Lee Meriwether

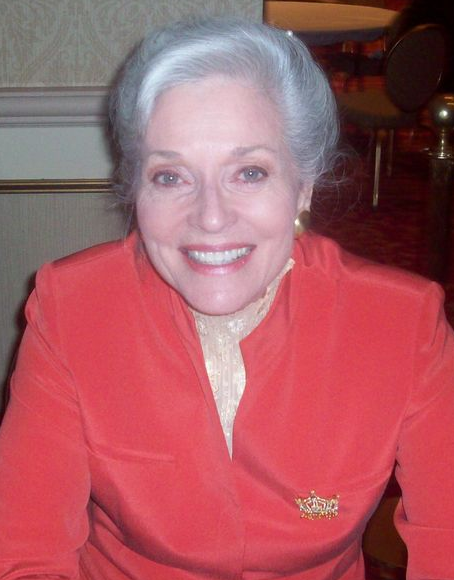
Lee Meriwether (2008)

Lee Ann Meriwether (* 27. Mai 1935 in Los Angeles) ist eine US-amerikanische Schauspielerin und Miss America von 1955.

## Leben
Lee Ann Meriwether wurde als Tochter von Claudius Gregg Meriwether (1904–1954) und Ethel Eve Mulligan (1903–1996) geboren. Gemeinsam mit einem jüngeren Bruder wuchs sie in San Francisco und Phoenix, Arizona auf. Ihren Schulabschluss erlangte Meriwether an der George Washington High School in San Francisco, wobei der spätere Sänger Johnny Mathis einer ihrer Klassenkameraden war. Anschließend studierte sie am City College of San Francisco, gemeinsam mit dem späteren Schauspieler Bill Bixby. 1954, nach ihrer Wahl zur Miss San Francisco, wurde sie zur Miss California (1954) und 1955 schließlich zur Miss America gekürt. Nach ihrer Amtszeit als Miss America, trat sie der Today Show bei.
Parallel dazu begann Meriwether bereits als Schauspielerin in einzelnen Episoden kleinerer Fernsehserien mitzuwirken. Ihr Spielfilmdebüt gab sie in der Hauptrolle der Linda Davis im Science-Fiction-Film Der 4D Mann. 1966 ersetzte sie Julie Newmar in ihrer Rolle als Catwoman für den Spielfilm Batman hält die Welt in Atem. Längere Serienauftritte hatte sie in Time Tunnel, Barnaby Jones, Familie Munster und All My Children. Für Barnaby Jones wurde Meriwether zweimal für den Golden Globe nominiert. Für die beiden Videospiele Metal Gear Solid 4: Guns of the Patriots (2008) und Vanquish (2010) wurde sie als Synchronsprecherin engagiert.
Von 1958 bis zur Scheidung 1974 war Lee Meriwether mit Frank Aletter verheiratet, mit dem sie zwei gemeinsame Töchter hat. Seit dem 21. September 1986 ist sie mit Marshall Borden verheiratet.

## Filmografie (Auswahl)

### Filme
- 1959: Der 4D Mann (4D Man)
- 1966: Batman hält die Welt in Atem (Batman)
- 1966: Namu, der Raubwal (Namu, the Killer Whale)
- 1968: Große Lüge Lylah Clare (The Legend of Lylah Clare)
- 1969: Die Unbesiegten (The Undefeated)
- 2003: Auf den Spuren von Batman (Return to the Batcave: The Misadventures of Adam and Burt)
- 2007: Das ultimative Geschenk (The Ultimate Gift)

### Fernsehserien
- 1963–1965; Dr. Kildare (acht Episoden)
- 1965–1971: FBI (The F.B.I., 5 Episoden)
- 1965–1966: Meine drei Söhne (My Three Sons, 3 Episoden)
- 1966: Auf der Flucht (Fernsehserie, 1 Episode)
- 1966–1967: Time Tunnel (The Time Tunnel, 30 Episoden)
- 1967–1970: Lieber Onkel Bill (Family Affair, 2 Episoden)
- 1969–1970: Kobra, übernehmen Sie (Mission: Impossible, 8 Episoden)
- 1969: Raumschiff Enterprise (Star Trek, Episode: Gefährliche Planetengirls als „Losira“)
- 1973–1980: Barnaby Jones (Fernsehserie, 178 Episoden)
- 1981–1984: Love Boat (The Love Boat, 3 Episoden)
- 1985–1995: Mord ist ihr Hobby (Murder, She Wrote, 3 Episoden)
- 1988–1991: Familie Munster (The Munsters Today, 72 Episoden)
- 1996–2011: All My Children (Fernsehserie, 49 Episoden)
- 2012: Desperate Housewives (Fernsehserie, 1 Episode)